# ローテル・アーカイブス
Lortel Archives（ローテル・アーカイブス）もしくはInternet Off-Broadway Database (IOBDb) とはオフ・ブロードウェイで上演された演劇作品のデータベースサイトである。
このサイト名は女優・演劇プロデューサーだったルシール・ローテルが由来である。